# Belgio ai Giochi della XXX Olimpiade
Il Belgio ha partecipato ai Giochi della XXX Olimpiade che si sono svolti dal 27 luglio al 12 agosto 2012. È stata la 27ª partecipazione consecutiva degli atleti belgi ai giochi olimpici estivi dalla prima partecipazione a Parigi 1900, ad esclusione della poco frequentata edizione del 1904 a Saint Louis.
Gli atleti della delegazione belga sono stati 119 (75 uomini e 44 donne), in 16 discipline. Alla cerimonia di apertura la portabandiera è stata Tia Hellebaut, atleta specializzata nel salto in alto. Il portabandiera della cerimonia di chiusura è stato il tiratore Lionel Cox, vincitore di una medaglia d'argento.
Il Belgio ha ottenuto un totale di 3 medaglie (1 argento e 2 bronzi) classificandosi al 60º posto del medagliere di Londra 2012, il peggior piazzamento della sua storia olimpica.

## Partecipanti
| Sport             | Uomini | Donne | Totale |
| ----------------- | ------ | ----- | ------ |
| Atletica Leggera  | 7      | 7     | 14     |
| Badminton         | 1      | 1     | 2      |
| Canoa/Kayak       | 4      | 0     | 4      |
| Canottaggio       | 1      | 0     | 1      |
| Ciclismo          | 12     | 4     | 16     |
| Equitazione       | 7      | 3     | 10     |
| Ginnastica        | 1      | 1     | 2      |
| Hockey su prato   | 18     | 18    | 36     |
| Judo              | 3      | 2     | 5      |
| Nuoto             | 10     | 3     | 13     |
| Sollevamento Pesi | 1      | 0     | 1      |
| Tennis            | 3      | 2     | 5      |
| Tennis Tavolo     | 1      | 0     | 1      |
| Tiro              | 1      | 0     | 1      |
| Triathlon         | 1      | 1     | 2      |
| Vela              | 1      | 2     | 3      |
| Totale            | 72     | 44    | 116    |

## Medaglie
| Riepilogo quotidiano | Riepilogo quotidiano | Riepilogo quotidiano | Riepilogo quotidiano | Riepilogo quotidiano | Riepilogo quotidiano | Riepilogo quotidiano |
| -------------------- | -------------------- | -------------------- | -------------------- | -------------------- | -------------------- | -------------------- |
| Giorno               | Data                 |                      |                      |                      | Totale               |                      |
| 1º                   | 27                   | —                    | —                    | —                    | —                    |                      |
| 2º                   | 28                   | 0                    | 0                    | 1                    | 1                    |                      |
| 3º                   | 29                   | 0                    | 0                    | 0                    | 0                    |                      |
| 4º                   | 30                   | 0                    | 0                    | 0                    | 0                    |                      |
| 5º                   | 31                   | 0                    | 0                    | 0                    | 0                    |                      |
| 6º                   | 1                    | 0                    | 0                    | 0                    | 0                    |                      |
| 7º                   | 2                    | 0                    | 0                    | 0                    | 0                    |                      |
| 8º                   | 3                    | 0                    | 1                    | 0                    | 1                    |                      |
| 9º                   | 4                    | 0                    | 0                    | 0                    | 0                    |                      |
| 10º                  | 5                    | 0                    | 0                    | 0                    | 0                    |                      |
| 11º                  | 6                    | 0                    | 0                    | 1                    | 1                    |                      |
| 12º                  | 7                    | 0                    | 0                    | 0                    | 0                    |                      |
| 13º                  | 8                    | 0                    | 0                    | 0                    | 0                    |                      |
| 14º                  | 9                    | 0                    | 0                    | 0                    | 0                    |                      |
| 15º                  | 10                   | 0                    | 0                    | 0                    | 0                    |                      |
| 16º                  | 11                   | 0                    | 0                    | 0                    | 0                    |                      |
| 17º                  | 12                   | 0                    | 0                    | 0                    | 0                    |                      |
| Totale               | Totale               | 0                    | 1                    | 2                    | 3                    |                      |

### Medagliere per discipline
| Sport  | Oro | Argento | Bronzo | Totale |
| ------ | --- | ------- | ------ | ------ |
| Tiro   | 0   | 1       | 0      | 1      |
| Judo   | 0   | 0       | 1      | 1      |
| Vela   | 0   | 0       | 1      | 1      |
| Totale | 0   | 1       | 2      | 3      |

### Medagliati

#### Medaglie d'argento
| Medaglia | Nome       | Sport | Evento                         | Data     |
| -------- | ---------- | ----- | ------------------------------ | -------- |
| Argento  | Lionel Cox | Tiro  | Carabina 50 m a terra maschile | 3 agosto |

#### Medaglie di bronzo
| Medaglia | Nome               | Sport | Evento                       | Data      |
| -------- | ------------------ | ----- | ---------------------------- | --------- |
| Bronzo   | Charline van Snick | Judo  | 48 kg femminile              | 28 luglio |
| Bronzo   | Evi van Acker      | Vela  | Laser Radial class femminile | 6 agosto  |

## Atletica leggera

### Maschile
| Q | Qualificato al turno successivo per la posizione in qualificazione                                                           |
| q | Qualificato per il turno successivo per ripescaggio o, negli eventi su campo, conquistando la misura minima per qualificarsi |

Eventi di corsa su pista e strada
| Atleta                                                                      | Evento            | Batteria  | Batteria  | Semifinale | Semifinale | Finale          | Finale          |
| Atleta                                                                      | Evento            | Risultato | Posizione | Risultato  | Posizione  | Risultato       | Posizione       |
| --------------------------------------------------------------------------- | ----------------- | --------- | --------- | ---------- | ---------- | --------------- | --------------- |
| Jonathan Borlée                                                             | 400 m             | 44"43     | 1° Q      | 44"99      | 3° q       | 44"83           | 6°              |
| Kévin Borlée                                                                | 400 m             | 45"14     | 1° Q      | 44"84      | 2° Q       | 44"81           | 5°              |
| Michael Bultheel                                                            | 400 m ostacoli    | 49"18     | 6° q      | 49"10      | 6°         | non qualificato | non qualificato |
| Adrien Deghelt                                                              | 110 m ostacoli    | 13"52     | 3° Q      | 13"42      | 4°         | non qualificato | non qualificato |
| Jonathan Borlée Kévin Borlée Michael Bultheel Nils Duerinck* Antoine Gillet | Staffetta 4×400 m | 3'01"70   | 4° q      | N.D.       | N.D.       | 3'01"83         | 6°              |

* Ha gareggiato solo nella batteria di qualificazione.
Eventi combinati
| Atleta          | Evento    |           | 100 m | SL     | LP      | SA     | 400 m | 110H  | LD      | SAT    | LG      | 1500 m  | Finale | Posizione |
| --------------- | --------- | --------- | ----- | ------ | ------- | ------ | ----- | ----- | ------- | ------ | ------- | ------- | ------ | --------- |
| Hans van Alphen | Decathlon | Risultato | 11"05 | 7,64 m | 15,48 m | 2,05 m | 49"18 | 14"89 | 48,28 m | 4,80 m | 61,69 m | 4'22"50 | 8447   | 4°        |
| Hans van Alphen | Decathlon | Punti     | 850   | 970    | 819     | 850    | 853   | 863   | 835     | 849    | 763     | 795     | 8447   | 4°        |

### Femminile
Eventi di corsa su pista e strada
| Atleta           | Evento         | Batteria  | Batteria  | Semifinale | Semifinale | Finale          | Finale          |
| Atleta           | Evento         | Risultato | Posizione | Risultato  | Posizione  | Risultato       | Posizione       |
| ---------------- | -------------- | --------- | --------- | ---------- | ---------- | --------------- | --------------- |
| Almensch Belete  | 5000 m         | 15'10"24  | 11ª       | N.D.       | N.D.       | non qualificata | non qualificata |
| Eline Berings    | 100 m ostacoli | 13"46     | 2ª Q      | 13"46      | 7ª         | non qualificata | non qualificata |
| Élodie Ouédraogo | 400 m ostacoli | 55"89     | 4ª Q      | 55"20      | 4ª         | non qualificata | non qualificata |
| Anne Zagré       | 100 m ostacoli | 13"04     | 4ª q      | 12"94      | 6ª         | non qualificata | non qualificata |

Eventi su campo
| Atleta              | Evento        | Qualifica | Qualifica | Finale          | Finale          |
| Atleta              | Evento        | Distanza  | Posizione | Distanza        | Posizione       |
| ------------------- | ------------- | --------- | --------- | --------------- | --------------- |
| Svetlana Bolshakova | Salto triplo  | 13,84 m   | 21ª       | non qualificata | non qualificata |
| Tia Hellebaut       | Salto in alto | 1,93 m    | =2ª q     | 1,97 m          | 5ª              |

Eventi combinati
| Atleta     | Evento    |           | 100H  | SA     | GP      | 200 m | SL | LG | 800 m | Finale | Posizione |
| ---------- | --------- | --------- | ----- | ------ | ------- | ----- | -- | -- | ----- | ------ | --------- |
| Sara Aerts | Eptathlon | Risultato | 12"94 | 1,65 m | 14,43 m | DNS   | —  | —  | —     | DNF    | DNF       |
| Sara Aerts | Eptathlon | Punti     | 1133  | 795    | 823     | 0     | —  | —  | —     | DNF    | DNF       |

## Badminton
Maschile
| Atleta    | Evento  | Girone                                   | Girone                          | Girone    | Ottavi               | Quarti               | Semifinale           | Finale               | Finale          |
| Atleta    | Evento  | Avversario Punteggio                     | Avversario Punteggio            | Posizione | Avversario Punteggio | Avversario Punteggio | Avversario Punteggio | Avversario Punteggio | Posizione       |
| --------- | ------- | ---------------------------------------- | ------------------------------- | --------- | -------------------- | -------------------- | -------------------- | -------------------- | --------------- |
| Yuhan Tan | Singolo | Nguyễn T. M. (VIE) P 21-17, 10-21, 14-21 | P. Kashyap (IND) P 14-21, 12-21 | 3º        | non qualificato      | non qualificato      | non qualificato      | non qualificato      | non qualificato |

Femminile
| Atleta     | Evento  | Girone                        | Girone                         | Girone    | Ottavi               | Quarti               | Semifinale           | Finale               | Finale          |
| Atleta     | Evento  | Avversario Punteggio          | Avversario Punteggio           | Posizione | Avversario Punteggio | Avversario Punteggio | Avversario Punteggio | Avversario Punteggio | Posizione       |
| ---------- | ------- | ----------------------------- | ------------------------------ | --------- | -------------------- | -------------------- | -------------------- | -------------------- | --------------- |
| Lianne Tan | Singolo | S. Nehwal (IND) P 4-21, 14-21 | S. Jaquet (SUI) V 21-16, 21-16 | 2ª        | non qualificata      | non qualificata      | non qualificata      | non qualificata      | non qualificata |

## Canoa/Kayak

### Velocità
| FA | Qualificato in finale A (per le medaglie)                       |
| FB | Qualificato in finale B (non per le medaglie)                   |
| Q  | Qualificato al turno successivo per posizione in qualificazione |
| q  | Qualificato al turno successivo per ripescaggio                 |

Maschile
| Atleta                                  | Evento     | Batteria | Batteria   | Semifinale | Semifinale | Finale   | Finale     |
| Atleta                                  | Evento     | Tempo    | Classifica | Tempo      | Classifica | Tempo    | Classifica |
| --------------------------------------- | ---------- | -------- | ---------- | ---------- | ---------- | -------- | ---------- |
| Maxime Richard                          | K-1 200 m  | 36"125   | 5º Q       | 37"029     | 7º FB      | 38"435   | 13º        |
| Olivier Cauwenbergh Laurens Pannecoucke | K-2 200 m  | 35"297   | 7º FB      | Bye        | Bye        | 36"336   | 12º        |
| Olivier Cauwenbergh Laurens Pannecoucke | K-2 1000 m | 3'24"304 | 4º Q       | 3'15"655   | 5º FB      | 3'13"298 | 10º        |

### Slalom
Maschile
| Atleta       | Evento | Qualificazioni | Qualificazioni | Qualificazioni | Qualificazioni | Qualificazioni | Qualificazioni | Semifinali | Semifinali | Semifinali | Finale          | Finale          | Finale          |
| Atleta       | Evento | 1ª manche      | Pos.           | 2ª manche      | Pos.           | Migliore       | Posizione      | Penalità   | Tempo      | Posizione  | Penalità        | Tempo           | Posizione       |
| ------------ | ------ | -------------- | -------------- | -------------- | -------------- | -------------- | -------------- | ---------- | ---------- | ---------- | --------------- | --------------- | --------------- |
| Mathieu Doby | K-1    | 92"74          | 12º            | 87"92          | 3º             | 87"92          | 4º Q           | 2"         | 102"58     | 11º        | non qualificato | non qualificato | non qualificato |

## Canottaggio
| FA   | Qualificato in finale A (per le medaglie)     |
| FB   | Qualificato in finale B (non per le medaglie) |
| FC   | Qualificato in finale C (non per le medaglie) |
| FD   | Qualificato in finale D (non per le medaglie) |
| FE   | Qualificato in finale E (non per le medaglie) |
| FF   | Qualificato in finale F (non per le medaglie) |
| SA/B | Semifinali A/B                                |
| SC/D | Semifinali C/D                                |
| SE/F | Semifinali E/F                                |
| QF   | Qualificato ai quarti di finale               |
| R    | Ripescaggio                                   |

Maschile
| Atleta      | Evento  | Batteria | Batteria  | Ripescaggio | Ripescaggio | Quarti di finale | Quarti di finale | Semifinali | Semifinali | Finale  | Finale    |
| Atleta      | Evento  | Tempo    | Posizione | Tempo       | Posizione   | Tempo            | Posizione        | Tempo      | Posizione  | Tempo   | Posizione |
| ----------- | ------- | -------- | --------- | ----------- | ----------- | ---------------- | ---------------- | ---------- | ---------- | ------- | --------- |
| Tim Maeyens | Singolo | 6'42"52  | 1° QF     | Bye         | Bye         | 6'56"65          | 2° SA/B          | 7'39"78    | 6° FB      | 7'27"51 | 12°       |

## Ciclismo

### Ciclismo su strada
Maschile
| Atleta            | Evento         | Tempo     | Classifica |
| ----------------- | -------------- | --------- | ---------- |
| Philippe Gilbert  | Corsa in linea | 5h 46'05" | 19º        |
| Philippe Gilbert  | Cronometro     | 54'39"98  | 17º        |
| Tom Boonen        | Corsa in linea | 5h 46'37" | 28º        |
| Jürgen Roelandts  | Corsa in linea | 5h 46'05" | 7º         |
| Greg Van Avermaet | Corsa in linea | 5h 46'05" | 92º        |
| Stijn Vandenbergh | Corsa in linea | 5h 46'51" | 100º       |

Femminile
| Atleta           | Evento         | Tempo     | Classifica |
| ---------------- | -------------- | --------- | ---------- |
| Liesbet de Vocht | Corsa in linea | 3h 35'56" | 9ª         |
| Liesbet de Vocht | Cronometro     | OTL       | OTL        |
| Maaike Polspoel  | Corsa in linea | 3h 36'01" | 29ª        |

### Ciclismo su pista

#### Inseguimento
Maschile
| Atleta                                                            | Evento                 | Qualificazione | Qualificazione | Semifinale           | Semifinale      | Finale               | Finale          |
| Atleta                                                            | Evento                 | Tempo          | Posizione      | Avversario Risultato | Posizione       | Avversario Risultato | Posizione       |
| ----------------------------------------------------------------- | ---------------------- | -------------- | -------------- | -------------------- | --------------- | -------------------- | --------------- |
| Dominique Cornu Kenny De Ketele Gijs Van Hoecke Jonathan Dufrasne | Inseguimento a squadre | 4'04"053       | 9°             | non qualificati      | non qualificati | non qualificati      | non qualificati |

#### Omnium
Maschile
| Atleta            | Evento | Flying lap | Flying lap | Corsa a punti | Corsa a punti | Corsa a eliminazione | Inseguimento individuale | Inseguimento individuale | Scratch race | Chilometro da fermo | Chilometro da fermo | Punti totali | Classifica |
| Atleta            | Evento | Tempo      | Posizione  | Punti         | Posizione     | Posizione            | Tempo                    | Posizione                | Posizione    | Tempo               | Posizione           | Punti totali | Classifica |
| ----------------- | ------ | ---------- | ---------- | ------------- | ------------- | -------------------- | ------------------------ | ------------------------ | ------------ | ------------------- | ------------------- | ------------ | ---------- |
| Gijs Van Hoecke * | Omnium | 13"633     | 13°        | 23            | 9°            | 18°                  | 4'29"992                 | 10°                      | 15°          | 1'04"748            | 12°                 | 77           | 15°        |

* Il Comitato Olimpico e Interfederale Belga ha rimandato in patria il ciclista Gijs Van Hoecke prima del termine delle olimpiadi, dopo la pubblicazione su alcuni giornali inglesi di alcune foto che lo ritraevano ubriaco.
Femminile
| Atleta         | Evento | Flying lap | Flying lap | Corsa a punti | Corsa a punti | Corsa a eliminazione | Inseguimento individuale | Inseguimento individuale | Scratch race | Chilometro da fermo | Chilometro da fermo | Punti totali | Classifica |
| Atleta         | Evento | Tempo      | Posizione  | Punti         | Posizione     | Tempo                | Tempo                    | Posizione                | Tempo        | Tempo               | Posizione           | Punti totali | Classifica |
| -------------- | ------ | ---------- | ---------- | ------------- | ------------- | -------------------- | ------------------------ | ------------------------ | ------------ | ------------------- | ------------------- | ------------ | ---------- |
| Jolien D'Hoore | Omnium | 14"594     | 10ª        | 25            | 5ª            | 6ª                   | 3'41"495                 | 8ª                       | 5ª           | 36"585              | 12ª                 | 45           | 5ª         |

### Mountain Bike

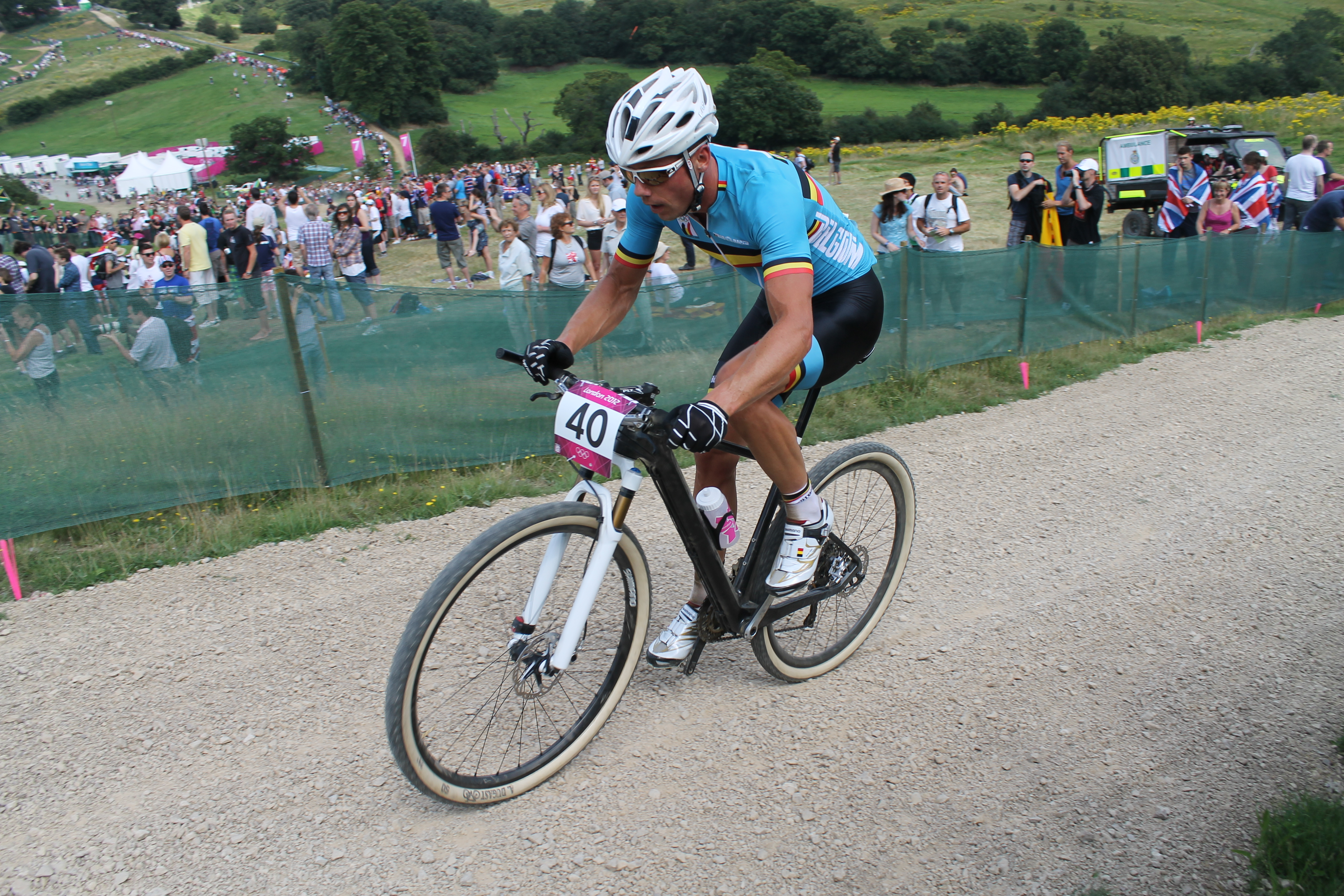
Sven Nys (40) nella gara di mountain bike maschile.

Maschile
| Atleta            | Evento        | Tempo     | Classifica |
| ----------------- | ------------- | --------- | ---------- |
| Sven Nys          | Cross-country | DNF       | DNF        |
| Kevin van Hoovels | Cross-country | 1h 33'01" | 19°        |

### BMX
Maschile
| Atleta        | Evento      | Seeding   | Seeding   | Quarto di finale | Quarto di finale | Semifinale      | Semifinale      | Finale          | Finale          |
| Atleta        | Evento      | Risultato | Posizione | Punti            | Posizione        | Punti           | Posizione       | Risultato       | Posizione       |
| ------------- | ----------- | --------- | --------- | ---------------- | ---------------- | --------------- | --------------- | --------------- | --------------- |
| Arnaud Dubois | Individuale | 39"772    | 27°       | 24 p.ti          | 6°               | non qualificato | non qualificato | non qualificato | non qualificato |

## Equitazione

### Salto ostacoli
| Atleta                                                        | Cavallo                 | Gara           | Qualificazione | Qualificazione | Qualificazione | Qualificazione | Qualificazione | Qualificazione | Qualificazione | Qualificazione | Finale          | Finale          | Finale          | Finale          | Finale          | Totale          | Totale          |
| Atleta                                                        | Cavallo                 | Gara           | 1º turno       | 1º turno       | 2º turno       | 2º turno       | 2º turno       | 3º turno       | 3º turno       | 3º turno       | Round A         | Round A         | Round B         | Round B         | Round B         | Totale          | Totale          |
| Atleta                                                        | Cavallo                 | Gara           | Penalità       | Posizione      | Penalità       | Totale         | Posizione      | Penalità       | Totale         | Posizione      | Penalità        | Posizione       | Penalità        | Totale          | Posizione       | Penalità        | Posizione       |
| ------------------------------------------------------------- | ----------------------- | -------------- | -------------- | -------------- | -------------- | -------------- | -------------- | -------------- | -------------- | -------------- | --------------- | --------------- | --------------- | --------------- | --------------- | --------------- | --------------- |
| Dirk Demeersman                                               | Bufero van het Panishof | Individuale    | 0              | =1° Q          | 8              | 8              | =31° Q         | 12             | 20             | =38° R         | 9               | =26°            | non qualificato | non qualificato | non qualificato | 9               | =26°            |
| Jos Lansink                                                   | Valentina van't Heike   | Individuale    | 0              | =1° Q          | 4              | 4              | =17° Q         | 4              | 8              | =11° Q         | 8               | =23°            | non qualificato | non qualificato | non qualificato | 8               | =23°            |
| Philippe Lejeune                                              | Vigo d'Arsouilles       | Individuale    | 0              | =1° Q          | 8              | 8              | =31° Q         | ritirato       | ritirato       | ritirato       | non qualificato | non qualificato | non qualificato | non qualificato | non qualificato | non qualificato | non qualificato |
| Grégory Wathelet                                              | Cadjanine Z             | Individuale    | 4              | =42° Q         | 4              | 8              | =31° Q         | 4              | 12             | =26° Q         | 12              | =29°            | non qualificato | non qualificato | non qualificato | 12              | =29°            |
| Dirk Demeersman Jos Lansink Philippe Lejeune Grégory Wathelet | Come sopra              | Gara a squadre | N.D.           | N.D.           | N.D.           | N.D.           | N.D.           | N.D.           | N.D.           | N.D.           | 16              | =13°            | non qualificati | non qualificati | non qualificati | 16              | 13°             |

### Dressage
| Atleta           | Cavallo | Gara        | Grand Prix | Grand Prix | Grand Prix Special | Grand Prix Special | Grand Prix Freestyle | Grand Prix Freestyle | Totale          | Totale          |
| Atleta           | Cavallo | Gara        | Punteggio  | Classifica | Punteggio          | Classifica         | Tecnico              | Artistico            | Punteggio       | Classifica      |
| ---------------- | ------- | ----------- | ---------- | ---------- | ------------------ | ------------------ | -------------------- | -------------------- | --------------- | --------------- |
| Claudia Fassaert | Dablino | Individuale | 71,793     | 21ª Q      | 70,095             | 27ª                | non qualificata      | non qualificata      | non qualificata | non qualificata |

### Concorso completo
| Atleta                                                                         | Cavallo                 | Gara        | Dressage | Dressage  | Cross-country | Cross-country | Cross-country | Salto ostacoli  | Salto ostacoli  | Salto ostacoli  | Salto ostacoli  | Salto ostacoli  | Salto ostacoli  | Totale          | Totale          |
| Atleta                                                                         | Cavallo                 | Gara        | Dressage | Dressage  | Cross-country | Cross-country | Cross-country | Qualificazione  | Qualificazione  | Qualificazione  | Finale          | Finale          | Finale          | Totale          | Totale          |
| Atleta                                                                         | Cavallo                 | Gara        | Penalità | Posizione | Penalità      | Totale        | Posizione     | Penalità        | Totale          | Posizione       | Penalità        | Totale          | Posizione       | Penalità        | Posizione       |
| ------------------------------------------------------------------------------ | ----------------------- | ----------- | -------- | --------- | ------------- | ------------- | ------------- | --------------- | --------------- | --------------- | --------------- | --------------- | --------------- | --------------- | --------------- |
| Carl Bouckaert                                                                 | Mensa                   | Individuale | 53,00    | 45º       | eliminato     | eliminato     | eliminato     | non qualificato | non qualificato | non qualificato | non qualificato | non qualificato | non qualificato | non qualificato | non qualificato |
| Virginie Caulier                                                               | Nepal du Sudre          | Individuale | 48,30    | 30ª       | 21,20         | 69,50         | 36ª           | 9,00            | 78,50           | 34ª             | non qualificata | non qualificata | non qualificata | 78,50           | 34ª             |
| Karin Donckers                                                                 | Gazelle de la Brasserie | Individuale | 40,00    | 7ª        | 11,60         | 51,60         | 18ª           | 4,00            | 55,60           | 18ª Q           | 6,00            | 61,60           | 15ª             | 61,60           | 15ª             |
| Marc Rigouts                                                                   | Dunkas                  | Individuale | 50,70    | 36º       | 56,80         | 107,50        | 51º           | ritirato        | ritirato        | ritirato        | non qualificato | non qualificato | non qualificato | non qualificato | non qualificato |
| Joris van Springel                                                             | Lully des Aulnes        | Individuale | 51,90    | 41º       | 12,80         | 64,70         | 34º           | ritirato        | ritirato        | ritirato        | non qualificato | non qualificato | non qualificato | non qualificato | non qualificato |
| Carl Bouckaert Virginie Caulier Karin Donckers Marc Rigouts Joris van Springel | Come sopra              | A squadre   | 139,00   | 8°        | 46,80         | 185,80        | 8°            | 948,30          | 1134,10         | 10°             | N.D.            | N.D.            | N.D.            | 1134,10         | 10°             |

## Ginnastica

### Ginnastica artistica
Maschile
| Atleta         | Evento               | Qualificazione | Qualificazione | Qualificazione | Qualificazione | Qualificazione | Qualificazione | Qualificazione | Qualificazione | Finale   | Finale   | Finale   | Finale   | Finale   | Finale   | Finale | Finale    |
| Atleta         | Evento               | Attrezzo       | Attrezzo       | Attrezzo       | Attrezzo       | Attrezzo       | Attrezzo       | Totale         | Posizione      | Attrezzo | Attrezzo | Attrezzo | Attrezzo | Attrezzo | Attrezzo | Totale | Posizione |
| Atleta         | Evento               | CL             | C              | A              | V              | P              | S              | Totale         | Posizione      | CL       | C        | A        | V        | P        | S        | Totale | Posizione |
| -------------- | -------------------- | -------------- | -------------- | -------------- | -------------- | -------------- | -------------- | -------------- | -------------- | -------- | -------- | -------- | -------- | -------- | -------- | ------ | --------- |
| Jimmy Verbaeys | Concorso individuale | 14,500         | 10,866         | 14,066         | 15,266         | 14,533         | 14,333         | 83,564         | 31º Q          | 13,933   | 14,033   | 14,000   | 15,266   | 14,833   | 13,166   | 85,231 | 21º       |

Femminile
| Atleta     | Evento                                        | Qualificazione | Qualificazione | Qualificazione | Qualificazione | Qualificazione | Qualificazione | Finale          | Finale          | Finale          | Finale          | Finale          | Finale          |
| Atleta     | Evento                                        | Attrezzo       | Attrezzo       | Attrezzo       | Attrezzo       | Totale         | Posizione      | Attrezzo        | Attrezzo        | Attrezzo        | Attrezzo        | Totale          | Posizione       |
| Atleta     | Evento                                        | CL             | V              | P              | S              | Totale         | Posizione      | CL              | V               | P               | S               | Totale          | Posizione       |
| ---------- | --------------------------------------------- | -------------- | -------------- | -------------- | -------------- | -------------- | -------------- | --------------- | --------------- | --------------- | --------------- | --------------- | --------------- |
| Gaëlle Mys | Concorso individuale Qualificazioni femminili | 13,533         | 13,266         | 13,733         | 13,166         | 53,698         | 31ª            | non qualificata | non qualificata | non qualificata | non qualificata | non qualificata | non qualificata |

## Hockey su prato

### Maschile
Rosa
| N° | Naz.              | Ruolo | Sportivo                       | Anno |  |  |
| -- | ----------------- | ----- | ------------------------------ | ---- |  |  |
| 2  | Belgio (bandiera) |       | Xavier Reckinger               | 1983 |  |  |
| 5  | Belgio (bandiera) |       | Jérôme Dekeyser                | 1983 |  |  |
| 7  | Belgio (bandiera) |       | John-John Dohmen               | 1988 |  |  |
| 8  | Belgio (bandiera) |       | Florent van Aubel              | 1991 |  |  |
| 9  | Belgio (bandiera) |       | Maxime Luycx                   | 1982 |  |  |
| 10 | Belgio (bandiera) |       | Cédric Charlier                | 1987 |  |  |
| 11 | Belgio (bandiera) |       | Benjamin van Hove              | 1981 |  |  |
| 12 | Belgio (bandiera) |       | Gauthier Boccard               | 1991 |  |  |
| 13 | Belgio (bandiera) |       | Jeffrey Thys                   | 1988 |  |  |
| 17 | Belgio (bandiera) |       | Thomas Briels                  | 1987 |  |  |
| 19 | Belgio (bandiera) |       | Félix Denayer                  | 1990 |  |  |
| 21 | Belgio (bandiera) | P     | Vincent Vanasch                | 1987 |  |  |
| 22 | Belgio (bandiera) |       | Simon Gougnard                 | 1991 |  |  |
| 23 | Belgio (bandiera) |       | Alexandre de Saedeleer         | 1987 |  |  |
| 27 | Belgio (bandiera) |       | Tom Boon                       | 1990 |  |  |
| 28 | Belgio (bandiera) |       | Jérôme Truyens                 | 1987 |  |  |
|    | Belgio (bandiera) | P     | Emmanuel Leroy (riserva)       | 1980 |  |  |
|    | Belgio (bandiera) |       | Elliot van Strydonck (riserva) | 1988 |  |  |

- Allenatore:  Colin Batch

Fase a gironi - Gruppo B
| Arbitri: | Colin Hutchinson Marcelo Servetto |

|                            |           |                     |
| F. Fuchs 13’ C. Zeller 45’ | Marcatori | 4’ (ac) J. Dekeyser |

| Arbitri: | Hamish Jamson Gary Simmonds |

|                      |           |                                                      |
| J. Dekeyser 58’ (ac) | Marcatori | 43’ (ac) 62’ (ac) M. van der Weerden 70’ B. de Voogd |

| Arbitri: | David Gentles Nigel Iggo |

|                             |           |                       |
| T. Boon 37’ C. Charlier 61’ | Marcatori | 46’ (ac) Nam Hyun-Woo |

| Arbitri: | German Montes de Oca Roel van Eert |

|               |           |             |
| N. Wilson 54’ | Marcatori | 48’ T. Boon |

| Arbitri: | Kim Hong Lae Nigel Iggo |

|  |           |                                            |
|  | Marcatori | 15’ J. Dekeyser 47’ G. Boccard 67’ T. Boon |

| Squadra       | P.ti | G | V | P | S | GF | GS | DR  |
| ------------- | ---- | - | - | - | - | -- | -- | --- |
| Paesi Bassi   | 15   | 5 | 5 | 0 | 0 | 18 | 7  | +11 |
| Germania      | 10   | 5 | 3 | 1 | 1 | 14 | 11 | +3  |
| Belgio        | 7    | 5 | 2 | 1 | 2 | 8  | 7  | +1  |
| Corea del Sud | 6    | 5 | 2 | 0 | 3 | 9  | 8  | +1  |
| Nuova Zelanda | 5    | 5 | 1 | 2 | 2 | 10 | 14 | -4  |
| India         | 0    | 5 | 0 | 0 | 5 | 6  | 18 | -12 |

5º e 6º posto
| Arbitri: | Roel van Eert Colin Hutchinson |

|                                 |           |                                                                         |
| R. Alegre 19’ (ac) E. Tubau 61’ | Marcatori | 3’ J. Dekeyser 21’ (ac) 32’ (ac) T. Boon 24’ F. van Aubel 52’ T. Briels |

- Belgio - Posizione nella classifica finale: 5º posto

### Femminile
Rosa
| N° | Naz.              | Ruolo | Sportivo                     | Anno |  |  |
| -- | ----------------- | ----- | ---------------------------- | ---- |  |  |
| 3  | Belgio (bandiera) |       | Louise Cavenaile             | 1989 |  |  |
| 5  | Belgio (bandiera) |       | Stephanie de Groof           | 1991 |  |  |
| 6  | Belgio (bandiera) |       | Anouk Raes                   | 1988 |  |  |
| 7  | Belgio (bandiera) |       | Judith Vandermeiren          | 1994 |  |  |
| 9  | Belgio (bandiera) |       | Lieselotte van Lindt         | 1989 |  |  |
| 10 | Belgio (bandiera) |       | Lola Danhaive                | 1982 |  |  |
| 11 | Belgio (bandiera) |       | Erica Coppey                 | 1991 |  |  |
| 12 | Belgio (bandiera) |       | Gaëlle Valcke                | 1986 |  |  |
| 13 | Belgio (bandiera) |       | Alix Gerniers                | 1993 |  |  |
| 14 | Belgio (bandiera) |       | Emilie Sinia                 | 1985 |  |  |
| 15 | Belgio (bandiera) |       | Charlotte de Vos             | 1983 |  |  |
| 17 | Belgio (bandiera) |       | Anne-Sophie van Regemortel   | 1984 |  |  |
| 19 | Belgio (bandiera) |       | Barbara Nelen                | 1991 |  |  |
| 21 | Belgio (bandiera) | P     | Aisling D'Hooghe             | 1994 |  |  |
| 22 | Belgio (bandiera) |       | Hélène Delmée                | 1987 |  |  |
| 27 | Belgio (bandiera) |       | Jill Boon                    | 1987 |  |  |
|    | Belgio (bandiera) | P     | Nadine Khouzam (riserva)     | 1990 |  |  |
|    | Belgio (bandiera) |       | Valerie Vermeersch (riserva) | 1985 |  |  |

- Allenatore:  Pascal Kina

Fase a gironi - Gruppo A
| Arbitri: | Claire Adenot Michelle Joubert |

|                                              |           |  |
| K. Lammers 33’ 42’ C. van Maasakker 60’ (ac) | Marcatori |  |

| Londra 31 luglio 2012, ore 13:45 BST | Belgio                       | 0 – 0 referto | Cina | Riverbank Arena\| Arbitri: \| Kelly Hudson Irene Presenqui \| |
| Arbitri:                             | Kelly Hudson Irene Presenqui |               |      |                                                               |

| Arbitri: | Amy Hassick Irene Presenqui |

|  |           |                                           |
|  | Marcatori | 32’ A. Ball 39’ L. Bartlett 68’ C. Cullen |

| Arbitri: | Stella Bartlema Wendy Stewart |

|                 |           |                    |
| Y. Yamamoto 58’ | Marcatori | 34’ (rig.) J. Boon |

| Arbitri: | Julie Ashton-Lucy Miao Lin |

|                                     |           |               |
| Kim J.-E. 8’ 70’ Lee S.-O. 24’ (ac) | Marcatori | 37’ E. Coppey |

| Squadra       | P.ti | G | V | P | S | GF | GS | DR |
| ------------- | ---- | - | - | - | - | -- | -- | -- |
| Paesi Bassi   | 15   | 5 | 5 | 0 | 0 | 12 | 5  | +7 |
| Regno Unito   | 9    | 4 | 3 | 0 | 2 | 14 | 7  | +7 |
| Cina          | 7    | 5 | 2 | 1 | 2 | 6  | 3  | +3 |
| Corea del Sud | 6    | 5 | 2 | 0 | 3 | 9  | 13 | -4 |
| Giappone      | 4    | 5 | 1 | 1 | 3 | 4  | 9  | -5 |
| Belgio        | 2    | 5 | 0 | 2 | 3 | 2  | 10 | -7 |

11º e 12º posto
| Arbitri: | Elena Eskina Irene Presenqui |

|                                    |           |                |
| A. Gerniers 20’ G. Valcke 51’ (ac) | Marcatori | 6’ P. Selenski |

- Belgio - Posizione nella classifica finale: 11º posto

## Judo
Maschile
| Atleta             | Evento  | Preliminari          | 16-esimi                            | Ottavi                           | Quarti               | Semifinali           | Ripescaggio          | Med. bronzo          | Finale               | Posizione       |
| Atleta             | Evento  | Avversario Risultato | Avversario Risultato                | Avversario Risultato             | Avversario Risultato | Avversario Risultato | Avversario Risultato | Avversario Risultato | Avversario Risultato | Posizione       |
| ------------------ | ------- | -------------------- | ----------------------------------- | -------------------------------- | -------------------- | -------------------- | -------------------- | -------------------- | -------------------- | --------------- |
| Dirk van Tichelt   | −73 kg  | Bye                  | M.A. Remeleh (PLE) V (0100-0000)    | N. Delpopolo (USA) P (0000-0001) | non qualificato      | non qualificato      | non qualificato      | non qualificato      | non qualificato      | non qualificato |
| Joachim Bottieau   | −81 kg  | Bye                  | O. Simmonds Pea (PAN) V (1100-0001) | I. Nifontov (RUS) P (0000-0010)  | non qualificato      | non qualificato      | non qualificato      | non qualificato      | non qualificato      | non qualificato |
| Elco van der Geest | −100 kg | N.D.                 | T. Chajbulaev (RUS) P (0000-0100)   | non qualificato                  | non qualificato      | non qualificato      | non qualificato      | non qualificato      | non qualificato      | non qualificato |

Femminile
| Atleta             | Evento | 16-esimi             | Ottavi                          | Quarti                              | Semifinali                     | Ripescaggio          | Med. bronzo                   | Finale               | Posizione |
| Atleta             | Evento | Avversario Risultato | Avversario Risultato            | Avversario Risultato                | Avversario Risultato           | Avversario Risultato | Avversario Risultato          | Avversario Risultato | Posizione |
| ------------------ | ------ | -------------------- | ------------------------------- | ----------------------------------- | ------------------------------ | -------------------- | ----------------------------- | -------------------- | --------- |
| Charline van Snick | -48 kg | Bye                  | Chung J.-Y. (KOR) V (1000-0000) | É. Csernoviczki (HUN) V (1001-0000) | S. Menezes (BRA) P (0000-0001) | Bye                  | P. Pareto (ARG) V (0011-0002) | non qualificata      |           |
| Ilse Heylen        | -52 kg | Bye                  | A. Chițu (ROU) V (0010-0000)    | C. Legentil (MRI) V (0020-0002)     | Y. Bermoy (CUB) P (0002-0011)  | Bye                  | P. Gneto (FRA) P (0001-1001)  | non qualificata      | 5ª        |

## Nuoto e sport acquatici

### Nuoto
Maschile
| Atleta                                                                              | Evento               | Batterie | Batterie   | Semifinali      | Semifinali      | Finale          | Finale          |
| Atleta                                                                              | Evento               | Tempo    | Classifica | Tempo           | Classifica      | Tempo           | Classifica      |
| ----------------------------------------------------------------------------------- | -------------------- | -------- | ---------- | --------------- | --------------- | --------------- | --------------- |
| Jasper Aerents                                                                      | 50 m stile libero    | 22"43    | 23º        | non qualificato | non qualificato | non qualificato | non qualificato |
| Ward Bauwens                                                                        | 400 m misti          | 4'16"71  | 16º        | N.D.            | N.D.            | non qualificato | non qualificato |
| François Heersbrandt                                                                | 100 m farfalla       | 52"22    | =13º Q     | 52"71           | 16º             | non qualificato | non qualificato |
| Brian Ryckeman                                                                      | Maratona 10 km       | N.D.     | N.D.       | N.D.            | N.D.            | 1h 51'27"1      | 16º             |
| Glenn Surgeloose                                                                    | 200 m stile libero   | 1'48"77  | 25º        | non qualificato | non qualificato | non qualificato | non qualificato |
| Pieter Timmers                                                                      | 100 m stile libero   | 48"54    | 6º Q       | 48"57           | =12º            | non qualificato | non qualificato |
| Jasper Aerents Dieter Dekoninck Pieter Timmers Emmanuel Vanluchenne Yoris Grandjean | 4×100 m stile libero | 3'13"89  | 6º Q       | N.D.            | N.D.            | 3'14"40         | 8º              |
| Louis Croenen Dieter Dekoninck Glenn Surgeloose Pieter Timmers Yoris Grandjean      | 4×200 m stile libero | 7'14"44  | 12º        | N.D.            | N.D.            | non qualificati | non qualificati |

Femminile
| Atleta         | Evento            | Batterie | Batterie   | Semifinali      | Semifinali      | Finale          | Finale          |
| Atleta         | Evento            | Tempo    | Classifica | Tempo           | Classifica      | Tempo           | Classifica      |
| -------------- | ----------------- | -------- | ---------- | --------------- | --------------- | --------------- | --------------- |
| Kimberly Buys  | 100 m dorso       | 1'01"92  | 29ª        | non qualificata | non qualificata | non qualificata | non qualificata |
| Kimberly Buys  | 100 m farfalla    | 58"79    | 19ª        | non qualificata | non qualificata | non qualificata | non qualificata |
| Sarah Poewe    | 200 m rana        | 2'27"30  | 19ª        | non qualificata | non qualificata | non qualificata | non qualificata |
| Jolien Sysmans | 50 m stile libero | 25"60    | 31ª        | non qualificata | non qualificata | non qualificata | non qualificata |

## Sollevamento pesi
Maschile
| Atleta        | Evento | Strappo   | Strappo    | Slancio   | Slancio    | Totale | Classifica |
| Atleta        | Evento | Risultato | Classifica | Risultato | Classifica | Totale | Classifica |
| ------------- | ------ | --------- | ---------- | --------- | ---------- | ------ | ---------- |
| Tom Goegebuer | -56 kg | 115 kg    | 13º        | 132 kg    | 14º        | 247 kg | 12º        |

## Tennis
Maschile
| Atleta         | Evento  | 32-esimi                           | 16-esimi                                  | Ottavi                            | Quarti               | Semifinali           | Finale               | Pos.            |
| Atleta         | Evento  | Avversario Risultato               | Avversario Risultato                      | Avversario Risultato              | Avversario Risultato | Avversario Risultato | Avversario Risultato | Pos.            |
| -------------- | ------- | ---------------------------------- | ----------------------------------------- | --------------------------------- | -------------------- | -------------------- | -------------------- | --------------- |
| Steve Darcis   | Singolo | T. Berdych (CZE) V 2-0 (6-4, 6-4)  | S. Giraldo (COL) V 2-1 (6-74-7, 6-4, 6-4) | N. Almagro (ESP) P 0-2 (5-7, 3-6) | non qualificato      | non qualificato      | non qualificato      | non qualificato |
| David Goffin   | Singolo | J. Mónaco (ARG) P 0-2 (4-6, 1-6)   | non qualificato                           | non qualificato                   | non qualificato      | non qualificato      | non qualificato      | non qualificato |
| Olivier Rochus | Singolo | J. Isner (USA) P 0-2 (6-71-7, 4-6) | non qualificato                           | non qualificato                   | non qualificato      | non qualificato      | non qualificato      | non qualificato |

Femminile
| Atleta           | Evento  | 32-esimi                                        | 16-esimi                                 | Ottavi                             | Quarti                             | Semifinali           | Finale               | Pos.            |
| Atleta           | Evento  | Avversario Risultato                            | Avversario Risultato                     | Avversario Risultato               | Avversario Risultato               | Avversario Risultato | Avversario Risultato | Pos.            |
| ---------------- | ------- | ----------------------------------------------- | ---------------------------------------- | ---------------------------------- | ---------------------------------- | -------------------- | -------------------- | --------------- |
| Kim Clijsters    | Singolo | R. Vinci (ITA) V 2-0 (6-1, 6-4)                 | C. Suárez Navarro (ESP) V 2-0 (6-3, 6-3) | A. Ivanović (SRB) V 2-0 (6-3, 6-4) | M. Šarapova (RUS) P 0-2 (2-6, 5-7) | non qualificata      | non qualificata      | non qualificata |
| Yanina Wickmayer | Singolo | A. Medina Garrigues (ESP) V 2-1 (6-2, 4-6, 7-5) | C. Wozniacki (DEN) P 1-2 (4-6, 6-3, 3-6) | non qualificata                    | non qualificata                    | non qualificata      | non qualificata      | non qualificata |

## Tennis tavolo
Maschile
| Atleta            | Evento  | Preliminari          | Round 1                                                | Round 2                                               | Round 3              | Round 4              | Quarti di finale     | Semifinale           | Finale               | Pos.            |
| Atleta            | Evento  | Avversario Risultato | Avversario Risultato                                   | Avversario Risultato                                  | Avversario Risultato | Avversario Risultato | Avversario Risultato | Avversario Risultato | Avversario Risultato | Pos.            |
| ----------------- | ------- | -------------------- | ------------------------------------------------------ | ----------------------------------------------------- | -------------------- | -------------------- | -------------------- | -------------------- | -------------------- | --------------- |
| Jean-Michel Saive | Singolo | Bye                  | M. Jevtović (SRB) V 4-1 (11-3, 8-11, 11-7, 11-6, 11-8) | K. Kreanga (GRE) P 1-4 (11-5, 3-11, 9-11, 7-11, 8-11) | non qualificato      | non qualificato      | non qualificato      | non qualificato      | non qualificato      | non qualificato |

## Tiro a segno/volo
Maschile
| Atleta     | Evento               | Qualificazione | Qualificazione | Finale    | Finale     |
| Atleta     | Evento               | Punteggio      | Classifica     | Punteggio | Classifica |
| ---------- | -------------------- | -------------- | -------------- | --------- | ---------- |
| Lionel Cox | Carabina 50m a terra | 599            | 2º Q           | 701,2     |            |

## Triathlon
Maschile
| Atleta          | Evento   | Nuoto  | Trans. 1 | Ciclismo | Trans. 2 | Corsa  | Totale    | Classifica |
| --------------- | -------- | ------ | -------- | -------- | -------- | ------ | --------- | ---------- |
| Simon De Cuyper | Maschile | 17'58" | 0'42"    | 59'45"   | 0'25"    | 31'10" | 1h 50'00" | 26º        |

Femminile
| Atleta            | Evento    | Nuoto  | Trans. 1 | Ciclismo  | Trans. 2 | Corsa  | Totale    | Classifica |
| ----------------- | --------- | ------ | -------- | --------- | -------- | ------ | --------- | ---------- |
| Katrien Verstuyft | Femminile | 19'43" | 0'45"    | 1h 07'30" | 0'31"    | 35'44" | 2h 03'38" | 28ª        |

## Vela
Maschile
| Atleta          | Evento | Regata | Regata | Regata | Regata | Regata | Regata | Regata | Regata | Regata | Regata | Regata | Punteggio Totale | Punteggio Netto | Classifica |
| Atleta          | Evento | 1      | 2      | 3      | 4      | 5      | 6      | 7      | 8      | 9      | 10     | M      | Punteggio Totale | Punteggio Netto | Classifica |
| --------------- | ------ | ------ | ------ | ------ | ------ | ------ | ------ | ------ | ------ | ------ | ------ | ------ | ---------------- | --------------- | ---------- |
| Wannes van Laer | Laser  | 19     | 26     | 29     | 26     | 30     | 38     | 32     | 50 BFD | 42     | 36     | EL     | 326              | 276             | 34º        |

Femminile
| Atleta          | Evento       | Regata | Regata | Regata | Regata | Regata | Regata | Regata | Regata | Regata | Regata | Regata | Punteggio Totale | Punteggio Netto | Classifica |
| Atleta          | Evento       | 1      | 2      | 3      | 4      | 5      | 6      | 7      | 8      | 9      | 10     | M      | Punteggio Totale | Punteggio Netto | Classifica |
| --------------- | ------------ | ------ | ------ | ------ | ------ | ------ | ------ | ------ | ------ | ------ | ------ | ------ | ---------------- | --------------- | ---------- |
| Sigrid Rondelez | RS:X         | 18     | 21     | 19     | 27     | 15     | 13     | 14     | 14     | 17     | 19     | EL     | 177              | 150             | 17ª        |
| Evi van Acker   | Laser Radial | 3      | 2      | 3      | 8      | 1      | 5      | 8      | 1      | 8      | 3      | 6      | 42               | 40              |            |